# Charles O’Hara

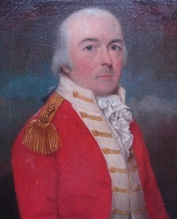
Charles O’Hara, Anfang der 1790er Jahre

Charles O’Hara (* 1740 in Lissabon; † 25. Februar 1802 in Gibraltar) war ein britischer Offizier. Er spielte in der Schlussphase des Amerikanischen Unabhängigkeitskrieges eine Rolle und vollzog mit der Übergabe seines Degens die Kapitulation von Yorktown. Während des Ersten Koalitionskrieges kommandierte er die britischen Truppen in Toulon und wurde von Napoleon Bonaparte gefangen genommen. Von 1792 bis zu seinem Tod war er Gouverneur und Oberbefehlshaber von Gibraltar.

## Frühe Jahre
Er war ein unehelicher Sohn des Field Marshal James O’Hara, 2. Baron Tyrawley (1682–1774), aus einer Beziehung, die dieser während seiner Zeit in Portugal eingegangen war. Seine Geliebten und Kinder brachte er mit nach England. Charles O’Hara besuchte die Westminster School.
Sein Vater war Colonel der Coldstream Guards und ermöglichte seinen Sohn durch Kauf eines Offizierspatents als Ensign des späteren 8th Regiment of Foot im April 1751 den Eintritt in die British Army. Im Dezember 1752 wechselte er als Cornet zum späteren 3rd (King’s Own) Regiment of Dragoons und im Januar 1756 als Lieutenant und Captain zu den Coldstream Guards. Während des Siebenjährigen Krieges diente er nach der Schlacht bei Minden als Aide-de-camp von John Manners, Marquess of Granby. Als Generalquartiermeister nahm er 1762 im Brevet-Rang eines Lieutenant-Colonel an der Kampagne in Portugal unter dem Befehl seines Vaters teil.
Er war ein strenger Offizier war aber wegen seiner Neigung zum Alkohol, Glücksspiel und Frauenaffären populär. Ohne seine Stellung bei der Garde zu verlieren, wurde O’Hara 1766 Kommandeur der britischen Truppen in dem neu erworbenen Gebiet im heutigen Senegal und Gambia. Er befehligte dort eine Strafeinheit aus verurteilten Soldaten, die mit Aussicht auf Begnadigung in Afrika dienten. Er stieg 1769 zum Captain und Lieutenant-Colonel der Coldstream Guards und im August 1777 zum Brevet-Colonel auf.

## Amerikanischer Unabhängigkeitskrieg

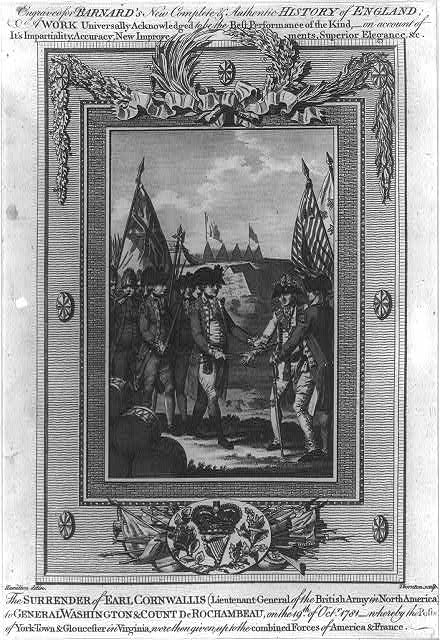
Charles O’Hara bei der Übergabe seines Degens in Yorktown

Seit 1778 nahm er am Amerikanischen Unabhängigkeitskrieg teil. Er diente zunächst unter William Howe, 5. Viscount Howe, bei Philadelphia. Dabei war er zeitweise für den Austausch von Gefangenen zuständig. Er nahm auch an der Einnahme von Philadelphia teil. Nachdem Henry Clinton das Kommando übernommen hatte, wurde ihm befohlen die Verteidigung von Sandy Hook gegen einen drohenden Angriff durch die französische Flotte vorzubereiten. Ansonsten diente er im Stab des Befehlshabers. Im Februar 1779 kehrte er nach England zurück.
Zum Brigadier einer Gardebrigade aus Bataillonen der Grenadier Guards, der Coldstream Guards und der Scots Guards ernannt, kehrte er im Oktober 1780 nach Nordamerika zurück. Er kritisierte das bisherige vorsichtige Vorgehen und plädierte für einen rücksichtslosen Kurs. Er wurde zusammen mit General Alexander Leslie auf dem südlichen Kriegsschauplatz zur Unterstützung von Charles Cornwallis, 1. Marquess Cornwallis, entsandt.
O’Hara kämpfte mehrfach gegen die amerikanischen Truppen unter Nathanael Greene. In der Schlacht von Guilford Court House wurde er 1781 mehrfach verwundet. Im Oktober wurde er zum Major-General befördert. Er war Stellvertreter von Lord Cornwallis als dieser am 19. Oktober 1781 bei Yorktown kapitulieren musste. An der eigentlichen Kapitulation nahm Lord Cornwallis nicht selbst teil. O’Hara wollte als sein Stellvertreter seinen Degen an den französischen General Jean-Baptiste-Donatien de Vimeur, comte de Rochambeau übergeben. Die Franzosen verwiesen ihn aber an die Amerikaner. George Washington weigerte sich den Degen von jemand anderes als Lord Cornwallis anzunehmen. Letztlich konnte O’Hara die Waffe an Benjamin Lincoln als Stellvertreter Washingtons übergeben. Nach ein paar Monaten in Gefangenschaft wurde er ausgetauscht. Im April 1782 wurde er Colonel des 22nd Regiment of Foot und verstärkte im Rang eines Major-General die Truppen in Jamaika.

## Gibraltar und Toulon
Er kehrte 1784 nach England zurück. Wegen Spielschulden floh er nach Italien. Dort hatte er eine Beziehung mit der Schriftstellerin Mary Berry. Mit der Hilfe von Lord Cornwallis konnte er sein Schuldenproblem lösen und 1785 nach England zurückkehren.
Zwischen 1787 und 1789 kommandierte er die Truppen in Gibraltar. Dort wurde er 1792 stellvertretender Gouverneur. An Stelle seines alten Regiments erhielt er 1791 das 74th (Highland) Regiment of Foot.
O’Hara wurde 1793 zum Lieutenant-General befördert. Er kommandierte die britischen Truppen im gegenrevolutionären Toulon. Kurz nachdem er das Kommando übernommen hatte, begannen die französischen Revolutionstruppen mit der Belagerung der Stadt. Er setzte auf eine offensive Reaktion und griff mit 2300 Soldaten die französische Hauptstellung an, ließ diese zerstören und die Geschütze unbrauchbar machen. Bei der Aktion wurde er verwundet und vom Artilleriehauptmann Napoleon Bonaparte gefangen genommen. Bis 1795 war er Kriegsgefangener, ehe er gegen den Sohn von Rochambeau ausgetauscht wurde.
Nach seiner Freilassung kehrte er nach England zurück und nahm seine Beziehung zu Mary Betty wieder auf. Kurze Zeit später wurde er Gouverneur von Gibraltar. Er war ein populärer Gouverneur, feierte verschwenderische Feste und sein Spitzname war Old Cock of the Rock. Im Jahr 1798 wurde er zum General befördert. Während seiner Zeit als Gouverneur ließ er einen Beobachtungsturm und eine Artilleriestellung auf dem höchsten Punkt des Felsen von Gibraltar errichten. Diese Stellung wird O’Hara's Battery genannt.
Er war nie verheiratet, hatte aber in Gibraltar zwei Mätressen. Mit jeder von ihnen hatte er zwei Kinder. Seinen Geliebten und seinen unehelichen Kindern hinterließ er ein beträchtliches Vermögen. Er ist einer von zwei britischen Gouverneuren, die in Gibraltar bestattet wurden. Dort ist auch eine Straße nach ihm benannt.